# Saturn Sky
Saturn Sky — родстер, выпускавшийся с 2006 по 2009 год подразделением Saturn компании General Motors.

## Описание
Saturn Sky базировался на платформе Kappa, на которой также базировался Pontiac Solstice. Концепт-кар был представлен в 2005 году на Североамериканском международном автосалоне, а в 2006 году была представлена серийная версия Saturn Sky.
Saturn Sky, как и Pontiac Solstice, выпускался в Уилмингтоне. Он имел 18-дюймовые колёсные диски и оснащался рядными четырёхцилиндровыми турбодвигателями Ecotec объёмом 2,0—2,4 л, мощностью 132—216 кВт (177—290 л. с.). Двигатели сочетались в паре с пятиступенчатой механической или автоматической трансмиссией. Дизайн разработан Францем фон Хольцхаузеном.
На некоторых рынках автомобиль назывался Opel GT. В 2006 году на южнокорейском рынке была запущена в продажу ребеджинговая версия, получившая название Daewoo G2X. Продажи начались в сентябре 2007 года.
В июле 2009 года сборочный завод в Уилмингтоне был закрыт.

## Sky Red Line
Sky Red Line был представлен 11 апреля 2006 года на Нью-Йоркском международном автосалоне. Он оснащён двигателем Ecotec мощностью 194 кВт (260 л. с.) с турбонаддувом в паре с пятиступенчатой механической или автоматической трансмиссией. Продажи начались в 3 квартале 2006 года по цене от 29795 долларов.
- Интерьер
- Вид сзади

| Комплектация | Двигатель    | Мощность            | Крутящий момент | Трансмиссия                                            |
| ------------ | ------------ | ------------------- | --------------- | ------------------------------------------------------ |
| Базовая      | 2.4 L LE5 I4 | 177 л. с. (130 кВт) | 235 Н⋅м         | 5-скор. МКПП (Aisin AR-5) или 5-скор. АКПП (GM 5L40-E) |
| Red Line     | 2.0 L LNF I4 | 260 л. с. (191 кВт) | 353 Н⋅м         | 5-скор. МКПП (Aisin AR-5) или 5-скор. АКПП (GM 5L40-E) |

## Технические характеристики
2007 Saturn Sky (базовая модель):
- 0—60 миль в час (97 км/ч): 6,9 секунды
- 0—100 миль в час (161 км/ч): 21,9 секунды
- 1/4 мили: 15,2 секунды при скорости 88 миль в час (142 км/ч)
- Максимальная скорость: 123 мили в час (198 км/ч)

2007 Saturn Sky Red Line:
- 0—60 миль в час (97 км/ч): 5,2 секунды
- 0—100 миль в час (161 км/ч): 14,7 секунды
- 1/4 мили: 14,0 секунды при скорости 98 миль в час (158 км/ч)
- Максимальная скорость: 141 миль в час (227 км/ч)

## Daewoo G2X
Daewoo G2X выпускался с сентября 2007 года для южнокорейского рынка. Продажи осуществлялись до начала 2009 года, когда было выпущено 179 экземпляров. Автомобиль оснащался бензиновым двигателем с турбонаддувом мощностью 194 кВт (264 л. с.) в паре с пятиступенчатой автоматической трансмиссией.

## Производство по модельным годам
| Год   | Saturn Sky |
| ----- | ---------- |
| 2007  | 16,567     |
| 2008  | 13,662     |
| 2009  | 4,178      |
| 2010  | 8          |
| Всего | 34,415     |

## Ежегодные продажи в Америке
| Год   | Всего  |
| ----- | ------ |
| 2006  | 8,671  |
| 2007  | 11,263 |
| 2008  | 9,162  |
| 2009  | 3,399  |
| Всего | 32,495 |